# Porothamnium comorense
Porothamnium comorense là một loài Rêu trong họ Neckeraceae. Loài này được (Hampe ex Müll. Hal.) Sim miêu tả khoa học đầu tiên năm 1926.